# Karl Wilhelm Naundorff

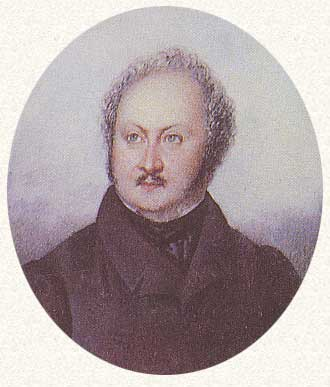
Karl Wilhelm Naundorff

Karl Wilhelm Naundorff foi um relojoeiro alemão que alegou ser Luís XVII de França, o delfim.